# Autopropulsión

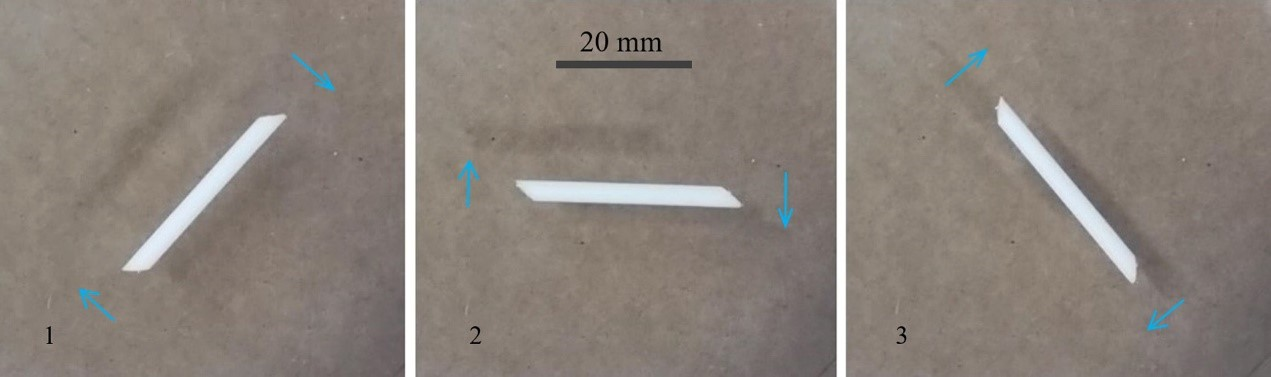
Secuencia de imágenes mostrando la rotación de un tubo de PVC autopropulsado, que contiene alcanfor. El tiempo entre cada fotograma es de 0.33 s.

La autopropulsión es el desplazamiento autónomo de objetos naturales o artificiales de tamaño nano-, micro- o macroscópico, conteniendo estos sus propios medios de movimiento. La autopropulsión suele estar causada principalmente por fenómenos de interfase. Se han estudiado distintos mecanismos de autopropusión, utilizando efectos foréticos, superficies de gradiente, ruptura de simetrías en superficies, efecto Leidenfrost, campos hidrodinámicos y químicos autogenerados procedentes de confinamientos geométricos, y solutocapilaridad y termocapilaridad en el efecto Marangoni. Los sistemas autopropulsados han mostrado potencial como dispositivos microfluidos y micromezcladores. También se han encontrado liquid marbles autopropulsadas.